# Wilhelm Hasbach
Wilhelm Hasbach, född 25 augusti 1849, död 30 april 1920, var en tysk nationalekonom.
Hasbach blev extra ordinarie professor i Greifswald 1887 och var professor i Kiel 1893-96. Han har lämnat värdefulla bidrag till de ekonomiska idéernas historia, men hans mest kända arbete är Die moderne Demokratie (1912, 2:a upplagan 1921).